# Doddabandahalli, Mulbagal
Doddabandahalli là một làng thuộc tehsil Mulbagal, huyện Kolar, bang Karnataka, Ấn Độ.